# András Kocsis
András Kocsis (Sümeg, 12 oktober 1978) is een Hongaarse diplomaat, die sinds 6 juli 2016 ambassadeur van Hongarije in Nederland is. 

## Biografie
András Kocsis studeerde rechten aan de Eötvös Loránd Universiteit van Boedapest. Eén jaar van zijn studie bracht hij, in het kader van het Erasmusprogramma, door aan de rechtenfaculteit van de Universiteit van Innsbruck. 
In 2003 trad Kocsis in dienst bij het Hongaarse Ministerie van Buitenlandse Zaken. Tot 2005 was hij daar werkzaam als juridisch adviseur, om vervolgens van 2005 tot 2009 plaatsvervangend chef de poste te worden op de Ambassade van Hongarije in Nairobi, Kenia. Na zijn uitzending naar Kenia werd Kocsis tot 2010 beleidsmedewerker West-Afrika op het Departement voor Afrika en Midden-Oosten. Tussen 2010 en 2012 was Kocsis hoofd van de eenheid Internationale Ontwikkelingssamenwerking en Humanitaire Hulp op het Ministerie van Buitenlandse Zaken. Daaropvolgend werd hij voor een korte periode kabinetschef van de plaatsvervangend staatssecretaris voor de EU, bilaterale betrekkingen, pers en culturele diplomatie, om vervolgens van 2012 tot 2015 plaatsvervangend chef de poste te worden op de Ambassade van Hongarije in Den Haag. Voor zijn benoeming als Ambassadeur van Hongarije in Nederland was hij enkele maanden werkzaam als kabinetschef van de plaatsvervangend staatssecretaris voor Europese en Amerikaanse Zaken.
András Kocsis spreekt naast Hongaars Engels, Nederlands, Frans en Duits.

## Privé
András Kocsis werd op 12 oktober 1978 geboren in Sümeg, Hongarije. Hij is getrouwd met Zsuzsanna Lendvai en zij hebben een zoon en een dochter.

## Publicatie
A World To Gain – Insight into the Dutch Foreign Trade Strategy (in Hungarian)